# Tour de Flandes 1986
El Tour de Flandes 1986 va ser la 70a edició del Tour de Flandes. La cursa es disputà el 6 d'abril de 1986, amb inici a Sint-Niklaas i final a Meerbeke després d'un recorregut de 275 quilòmetres. El neerlandès Adrie van der Poel va guanyar a l'esprint per davant de Seán Kelly i Jean-Philippe Vandenbrande.

## Classificació final
|    | Ciclista                         | Equip                 | Temps      |
| -- | -------------------------------- | --------------------- | ---------- |
| 1  | Adrie van der Poel (NED)         | Kwantum-Decosol-Yoko  | 7h 10' 50" |
| 2  | Seán Kelly (IRL)                 | KAS-Mavic             | m. t.      |
| 3  | Jean-Philippe Vandenbrande (BEL) | Hitachi-Marc-Splendor | m. t.      |
| 4  | Steve Bauer (CAN)                | La Vie Claire-Wonder  | m. t.      |
| 5  | Ronny Van Holen (BEL)            | Lotto-Merckx          | +50"       |
| 6  | Fons De Wolf (BEL)               | Skala-Skil-Gazelle    | m. t.      |
| 7  | Bruno Leali (ITA)                | Carrera Jeans         | m. t.      |
| 8  | Claude Criquielion (BEL)         | Hitachi-Marc-Splendor | m. t.      |
| 9  | Yvon Madiot (FRA)                | Système U             | m. t.      |
| 10 | Eric Vanderaerden (BEL)          | Panasonic-Merckx-Agu  | +1' 00"    |